# Бордовичи (платформа)
Бордови́чи — железнодорожная платформа на территории Бежицкого района города Брянска, в так называемом посёлке Октябрьский. Названа в честь одноимённой бывшей деревни, находящейся в 3 км к югу, на противоположном берегу Десны (с 1934 в городской черте). Рядом находится Аэродром  Досааф, и в 1 км поселок Ивановка .Основной путь электрифицирован, обслуживается одной низкой боковой платформой.
В 2008 году проведен ремонт платформы, восстановлено асфальтовое покрытие, установлены скамейки.